# Désert de Badain Jaran
Le désert de Badain Jaran (chinois simplifié : 巴丹吉林沙漠 ; pinyin : Bādānjílín Shāmò) est un désert de Chine qui s'étend sur les provinces du Gansu, de Ningxia et de Mongolie Intérieure et couvre une surface de 49 000 kilomètres carrés.
Le désert détient les dunes les plus hautes du monde, s'élevant jusqu'à 500 mètres,. Ces dunes se maintiennent dans cette région ventée grâce à la présence de sources souterraines, alimentées par des eaux de fonte qui parcourent des centaines de kilomètres à travers des failles rocheuses.

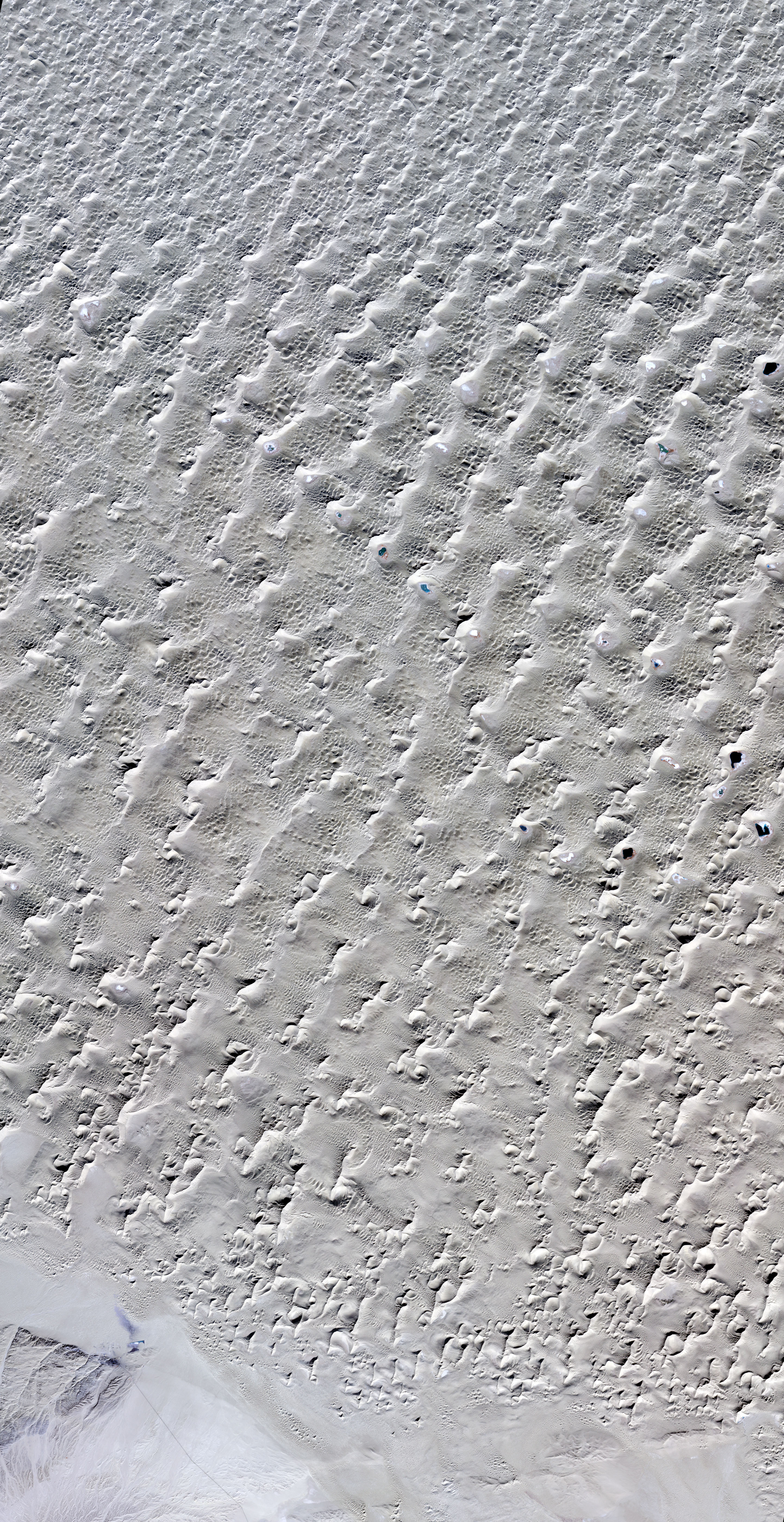
Image satellite du désert de Badain Jaran.

Entre ces dunes, il existe une centaine de lacs, qui sont à l'origine du nom en mongol, le désert des « lacs mystérieux ».
Le 26 juillet 2024, le « désert de Badain Jaran – tours de sable et lacs » est inscrit sur la liste du patrimoine mondial par l'UNESCO.